# Çermik
Çermik là một huyện thuộc tỉnh Diyarbakır, Thổ Nhĩ Kỳ. Huyện có diện tích 987 km² và dân số thời điểm năm 2007 là 51381 người, mật độ 52 người/km².